# Метеор-3
Метеор-3 — серия советских метеорологических спутников.
Космические аппараты серии «Метеор-3» разработаны в Научно-исследовательском институте электромеханики (НИИЭМ, г. Истра, Московской области), главный конструктор В. И. Адасько. Космический аппарат "Метеор-3" предназначен для оперативного получения, передачи, обработки, регистрации и распространения потребителям в любое время суток гидрометеорологической информации, а также информации о радиационной обстановке в околоземном космическом пространстве и состоянии магнитосферы и озонового слоя Земли. Космический аппарат (КА) позволяет получать глобальные и локальные изображения облачности, поверхности Земли, ледового и снежного покровов, а также данные для определения температуры верхней границы облаков. Устанавливаемые на его унифицированной платформе 17Ф45 приборы измерения спектральной яркости Земли и атмосферы в видимом, инфракрасном, ультрафиолетовом и высокочастотном диапазонах спектра определяют высотные профили температуры и влажности в нижней атмосфере, общее содержание озона и его вертикальное распределение, а также состояние радиационной обстановки в вдоль траектории полета КА. В соответствии с заложенной программой полета собранные данные накапливаются в бортовом запоминающем устройстве и передаются в главный и региональные центры приема и обработки информации.

## Эксплуатация
Первый запуск «Метеор-3» № 1 (Космос-1612) 27 ноября 1984 года закончился аварией на участке полета третьей ступени ракеты-носителя, КА был выведен на нерасчетную орбиту. 24 октября 1985 — состоялся первый успешный запуск «Метеора-3».
Всего с 27 ноября 1984 по 25 января 1994 года было запущено 7 аппаратов серии «Метеор-3». КА № 1 и 2 являлись переходными от «Метеор-2» к «Метеор-3».

## Характеристики
- Масса аппарата — 1750 (Метеор № 1, № 2); 2150 (№ 3, № 5, № 7); 2250 (№ 4, № 6)
- Длина — 6,5 м
- Диаметр — 2,4 м
- Ширина с развернутыми солнечными батареями — 12,7 м
- Точность ориентации — не хуже 20 угл. мин.
- Ширина полосы обзора телевизионной аппаратурой — 3100 км
- Разрешающая способность — 0,8 x 1,5 км
- Точность привязки полученных изображений — 15 км
- Время активного существования не менее 2-х лет

### Полезная нагрузка
В состав бортового информационно-измерительного комплекса входят телевизионная аппаратура, аппаратура для получения изображений в инфракрасном диапазоне, многоканальный сканирующий инфракрасный спектрорадиометр, аппаратура для радиационных измерений, комплекс спектрометрической аппаратуры озонного зондирования, радиотехническая аппаратура системы сбора и передачи данных с наземных и морских платформ сбора данных, передающая аппаратура радиолиний и запоминающие устройства.
Стандартный комплект приборов:
- сканирующий телефотометр МР-900
  - Диапазон длин волн: 0,5-0,8 мкм
  - Полоса обзора: 2600 км
  - Разрешение на местности: 1,0×2,0 км
- сканирующий телефотометр МР-2000М
  - Диапазон длин волн: 0,5-0,8 мкм
  - Полоса обзора: 3100 км
  - Разрешение на местности: 0,7×1,4 км
- климат сканирующий ИК-радиометр
  - Диапазон длин волн: 10,5-12,5 мкм
  - Полоса обзора: 3100 км
  - Разрешение на местности: 3×3км
- 174-К сканирующий ИК-радиометр
  - Диапазон длин волн: 9,65-18,7 мкм
  - Полоса обзора: 1000 км
  - Разрешение на местности: 42 км
- радиационно измерительный комплекс РМК
  - Энергии захвата: 0,15-3,1 МэВ, 1-600 МэВ

Дополнительными приборами на некоторых спутниках были:
- УФ спектрометр
- БУФС
- Озон-М
- СФМ (для измерения общего содержания озона и вертикального распределения озона в отдельных регионах)

### Дополнительная нагрузка
На борту КА «Метеор-3» № 5 (15.08.91) в качестве дополнительного полезного груза был установлен озонный картограф TOMS (США).

На КА «Метеор-3» № 7 (25.01.94) в качестве дополнительного полезного груза установлены немецкий экспериментальный отделяемый микроспутник «Turbsat-B (40кг)»;
французский сканирующий радиометр SKARAB для измерения солнечной радиации отражаемой Землёй; немецкий навигационный прибор PRARE.

## Орбиты
Космические аппараты «Метеор-3» выводятся на приполярные околокруговые орбиты высотой 1200 км с помощью ракеты-носителя «Циклон-3».

### Схема выведения КА серии «Метеор-3»
Общая продолжительность выведения КА серии «Метеор-3» составляет 49 мин 43 с. В момент отрыва от пускового стола двигательная установка первой ступени развивает тягу 270,4 т, сжигая каждую секунду 1,0 т компонентов ракетного топлива.
Отделение первой ступени и запуск двигателей второй ступени происходит через 120 с (2 мин 00 с) после старта на высоте 48,0 км при скорости 1.8 км/с и удалении от точки старта 58,7 км. Отработавшая первая ступень падает в 376 км от старта в Мезенском районе Архангельской области (район падения «Койда»).
Через 213 с (3 мин 33 с) после старта на высоте 111,1 км происходит сброс створок головного обтекателя (удаление от точки старта в этот момент составляет 282,7 км). Сброшенные створки головного обтекателя падают в акватории Баренцева моря в 1100 км от точки старта.
Выключение двигателей второй ступени и отделение третьей ступени происходит на 278 с (4 мин 38 с) полета. В это время ракета-носитель находится на высоте 148,2 км, на удалении 600,9 км от старта и имеет скорость 6,6 км/с. Отделившаяся вторая ступень входит в плотные слои атмосферы и сгорает над Восточно-Сибирским морем в 4560 км от точки старта.
Двигатели третьей ступени включаются дважды. Первый запуск осуществляется через 42 с после отделения второй ступени на высоте 171,5 км и в 867,6 км от старта. Двигатель работает 100—103 с (в зависимости от модификации КА) и выводит третью ступень с пристыкованными к ней КА «Метеор-3» на переходную орбиту. В момент первого выключения двигательной установки (420—423 с полета) ступень находится на высоте 208,8 км, в 1567—1584 км от старта и имеет скорость 8,0 км/с.
После 40 мин 17 с пассивного полета по переходной орбите третья ступень достигает апогея орбиты, где происходит повторный запуск двигателя (через 48 мин 58 с после старта). Проработав 15 с двигательная установка выводит ступень с КА на расчетную круговую орбиту. Отделение КА происходит над южной частью Тихого Океана на высоте 1202 км и в 18400 км от точки старта.

## Список запусков
| 1 | Метеор-3 № 1      | Космос-1612   | 27.11.1984 14:12 | Плесецк 32 | 1984-120A | 15406 | Авария на участке полета третьей ступени ракеты-носителя. |
| 2 | Метеор-3 № 2      | Метеор 3-1    | 24.10.1985 02:30 | Плесецк 32 | 1985-100A | 16191 |                                                           |
| 3 | Метеор-3 № 3      | Метеор 3-2    | 26.07.1988       | Плесецк 32 | 1988-064A | 19336 |                                                           |
| 4 | Метеор-3 № 4      | Метеор 3-3    | 24.10.1989       | Плесецк 32 | 1989-086A | 20305 |                                                           |
| 5 | Метеор-3 № 5/TOMS | Метеор 3/TOMS | 15.08.1991       | Плесецк 32 | 1991-056A | 21655 | Совместный проект с США                                   |
| 6 | Метеор-3 № 6      | Метеор 3-4    | 24.04.1991       | Плесецк 32 | 1991-030A | 21232 |                                                           |
| 7 | Метеор-3 № 7      | Метеор 3-6    | 25.01.1994       | Плесецк 32 | 1994-003A | 22969 |                                                           |